# Laputa (1986.)
Laputa (jap. Tenku no shiro Rapyuta) je japanski steampunk fantastično-avanturistički anime film koji je napisao i režirao Hayao Miyazaki. Kao Miyazakijev treći film bio je to prvi film koji je animirao mladi Studio Ghibli, a animiran je za izdavačku kuću Tokuma Shoten. Film sljedi avanture mladića i djevojke s kraja 19. stoljeća koji pokušavaju zadržati čarobni kristal od skupine vojnih agenata, dok tragaju za legendarnim lebdećim dvorcem. Film je distribuirao Toei Kabushiki Kaisha.
Laputa je osvojila Animage Anime Grand Prix 1986. Film je dobio pozitivne kritike i prikupio je preko 15,5 milijuna dolara na blagajni te je prikupio ukupno oko 157 milijuna dolara u prodaji, kućnom videu i zvučnoj snimci. U japanskim anketama najvećih animacija, Laputa je proglašena drugim najboljim animiranim filmom na Japanskom festivalu medijske umjetnosti 2006. godine i proglašen je prvim mjestom u anketi publike Oricon 2008. godine. Smatran prekretnicom u žanru steampunk, Laputa je snažno utjecala na japansku popularnu kulturu te je nadahnuo brojne filmove, medije i igre, u Japanu i inozemstvu.

## Radnja
Zračni brod koji nosi Sheetu, mladu djevojku siročad koju je vladin agent Muska oteo, napadaju kapetanica Dola i njeni sinovi koji su u potrazi za Sheetinim privjeskom s plavim kristalom. U rezultirajućoj borbi, Sheeta pada sa zračnog broda, ali njezino spuštanje usporava tajanstvena snaga unutar amajlije. Sigurno slijeće u mali rudarski gradić gdje je otkriva mladić siroče po imenu Pazu, koji je odvodi u svoj dom da se oporavi. Pazu joj govori o tajanstvenom plutajućem otoku Laputa koji je vidljiv na slici njegovog oca. Dok razmišlaju o lokaciji dvorca se odjednom pojave Dolini gusari, te Pazu i Sheeta bježe od njih, a zatim i od Muskinih vojnika. Na kraju, njih dvoje padaju u napuštenu minu, gdje nailaze na lokalnog ekscentričnog ujaka Pommea, koji im objašnjava da je Sheetin amulet napravljen od 'volucitnog' kristala ('Aetherium' u američkom izdanju), materijala koji se koristio za energiu koja je međuostalim držala Laputu i druge leteće gradove u zraku.  
Po izlasku iz rudnika, Sheeta priznaje Pazuu da joj je puno ime 'Lucita Toel Ul Laputa'. Potom ih Muska zarobi i odvede do tvrđave Tedis, gdje je Pazu zatvoren u tamnicu, dok je Sheeta zatočena u raskošnijoj sobi. Muska pokazuje Sheeti uspavanog laputanskog robota i otkriva svoje znanje o njenom tajnom imenu, koje je dio laputanske kraljevske loze. Muska tada prijeti Pazuovom životu kako bi stekao suradnju Sheete. Iz brige za njegovu sigurnost, Sheeta naređuje Pazu da ode i Muska mu ponudi novac da ode i zaboravi na Laputu, dok Sheeta počne plakati. 
Razočarani se Pazu vraća kući, gdje su ga uhvatili u zasjedu Dola i njeni sinovi. Nakon što čuju Pazovu verziju događaja, pripremaju se za presretanje i hvatanje kristala, pružajući Pazuu da im se pridruži. Tijekom pripreme, Sheeta recitira apotropski stih i neočekivano aktivira amulet i robota, koji sada slijedi Sheetu, uništavajući tvrđavu na putu dok ga ne svlada vojni zračni brod Goliath. Pazu stiže i spašava Sheetu, ali Muska dobiva amulet. Gusari u pratnji Pazua i Sheete vraćaju se u svoj zračni brod Tiger Moth. Oni slijede Goliatha, koji slijedi upute koje je Sheetin amulet prikazao kako bi pronašli Laputu. Oba zračna broda stižu u Laputu sljedećeg dana, ali Golijat ruši Tiger Moth. Dvoje djece, odvojeno od Dolinih gusara, slijeću se na Laputu i otkrivaju da je grad uništen i obrastao. 
Dola i gusari su zarobljeni, a Muskovi vojnici pljačkaju gradsko blago. Ulaskom u središnju sferu grada, ogromnim spremištem za svu Laputainu znanstvenu spoznaju, Muska hvata Sheetu dok njegovi agenti pucaju na Pazua, koji bježi i oslobađa gusare. U središtu Lapute, koji sadrži neizmjerni „volucit“ kristal koji održava grad u zraku, Muska se identificira kao „Romuska Palo Ul Laputa", još jedan član Laputaove kraljevske loze i koristi Sheetaov kristal za pristup naprednoj laputanskoj tehnologiji. Izdaje vlastite vojnike i uništava Goliath, otpuštajući Laputaino oružje za masovno uništenje. Tijekom napada, užasnuta Sheeta dohvaća kristalni amulet i bježi, ali Muska ju progoni. Čuvši Pazuov glas, Sheeta mu daje amajliju kroz jaz u zidu, a Muska ulazi u prijestolnicu Lapute. 
Tijekom svoga suočavanja s Muskom, Sheeta objašnjava da su ljudi iz Lapute napustili dvorac jer su shvatili da čovjek treba živjeti na zemlji, a ne na nebu. Muska odbija slušati, te puca u njene pletenice i prijeti da će je ubiti ako mu ne da kristalni amulet. Pazu traži da mu se dozvoli razgovor sa Sheetom; Muska im daje jednu minutu (tri u originalnoj japanskoj verziji). Sheeta i Pazu recitiraju "Čaroliju razaranja", zbog koje se dvorac počinje raspadati, zbog čega Muska pada u smrt.  
Nakon što su preživjeli pad, Pazu i Sheeta se ponovno ujedinjuju s Dolom i njezinim gusarima i ostavljaju Laputu iza sebe. Kad se rastanu s gusarima, Pazu odleti kući sa Sheetom, kako joj je i obećao, kako bi započeli zajednički novi život. 

## Glumačka postava
| ime lika                                  | originalni glas     | engleska verzija (Magnum/Tokuma/Streamline, 1989) | engleska verzija (Disney, 1998/2003) |
| ----------------------------------------- | ------------------- | ------------------------------------------------- | ------------------------------------ |
| Pazu                                      | Mayumi Tanaka       | Barbara Goodson (Bertha Greene)                   | James Van Der Beek                   |
| princeza Sheeta (Lucita Toelle Ur Laputa) | Keiko Yokozawa      | Lara Cody (Louise Chambell)                       | Anna Paquin Debi Derryberry (dijete) |
| kapetanica Dola                           | Kotoe Hatsui        | Rachel Vanowen                                    | Cloris Leachman                      |
| pukovnik Muska (Romuska Palo Ur Laputa)   | Minori Terada       | Jeff Winkless (Jack Witte)                        | Mark Hamill                          |
| General Mouro                             | Ichirō Nagai        | Mike Reynolds (Mark Richards)                     | Jim Cummings                         |
| strićek Pom                               | Fujio Tokita        | Edward Mannix (Cyn Branch)                        | Richard Dysart                       |
| Charles (Shalulu)                         | Takuzō Kamiyama     | Barry Stigler (Bob Stuart)                        | Michael McShane                      |
| Louie (Lui)                               | Yoshito Yasuhara    | Dave Mallow (Colin Phillips)                      | Mandy Patinkin                       |
| Henri (Anli)                              | Sukekiyo Kamiyama   | Eddie Frierson (Ernest Fessler)                   | Andy Dick                            |
| g. Duffi (Boss)                           | Hiroshi Ito         | Clifton Wells (Charles Wilson)                    | John Hostetter                       |
| stari inženjer                            | Ryūji Saikachi      | Eddie Frierson (Ernest Fessler)                   | Matt K. Miller                       |
| Motro                                     | Tomomichi Nishimura |                                                   | Matt K. Miller                       |
| Okami                                     | Machiko Washio      | Lara Cody (Louise Chambell)                       | Tress MacNeille                      |
| Madge                                     | Tarako              | Barbara Goodson (Bertha Greene)                   | Debi Derryberry                      |

## Odnos ljudi, prirode i tehnologije
Miyazaki se u svojim filmovima često bavi odnosom ljudi, prirode i tehnologije. Odraz je povećane ekološke svijesti japanskog društva, što je potaknuto posljedicama naglog industrijskog rasta nakon Drugog svjetskog rata. Zbog ekstremnog onečišćenja okoliša, Japan se do 1980-ih razvio u međunarodni uzor u zaštiti okoliša. Thomas Lamarre spominje i ovu temu u Laputi kao jedan od tri glavna elementa filma. Film se povezuje s Miyazakijevim pogledima na odnos ljudi prema prirodi i tehnologiji i uspoređuje ga s pesimističkim pogledom na svijet Pavla Virilioa, u kojem stalna težnja za ubrzanjem dovodi do sve većeg uništenja i Heideggerovom filozofijom. Poput Viriliosa, Miyazaki u filmu predstavlja pesimistično očekivanje budućnosti u kojoj se napredak okreće protiv ljudi, ali poput Heideggera on razvija determinirano razumijevanje tehnologije ne kao problem s rješenjima, već kao činjenice koja utječe na ponašanje i percepciju ljudi. Izraz tog svjetonazora naročito je naslovni niz u kojem je prikazan uspon i pad civilizacije Lapute. Točna pozadina ove priče i podrijetlo plavog kamenja ostaju nejasni, tako da priča o Laputi poprima karakter epa ili mita o tehnološkom usponu i padu. Na jednoj razini film prvo prikazuje kako se rješavaju okolnosti kao problemi s rješenjima: organizacija koja traži Laputino oružje izgleda kao očigledno zla organizacija i njihov pristup oružju onemogućen je njihovim uništenjem. Miyazakijevo stajalište pokazuje da oružje mora biti uništeno, a ne da se stavi pod kontrolu drugog dobrog autoriteta kako takvo oružje ne može postojati. Pobjeda nad lošim ljudima nije rješenje problema, kao što je prikazano u mnogim avanturističkim pričama, već uništavanje oružja. Umjesto pokreta u dubini prostora koji su uobičajeni u zapadnim animiranim filmovima i kinu, bočni se pokret češće događa naspram naturalističke pozadine, a efekt dubine stvara se različitim pokretima u prvom planu i pozadini. Kad su djeca otkrila leteći otok, oni su pozvani da ga pogledaju, a ne da ga napadaju i pljačkaju. Lamarre ovaj princip animacije naziva, što se razlikuje od kinematografije koja izgleda balistički i teži brzini, a koju Virilio kritizira, "animatizam". On vidi kako Cel razine lebde iznad pozadine kao reprezentativci Miyazakijevog kontra-nacrta usporavanog društva. S tim i načinom na koji su se njegovi protagonisti bavili tehnologijom, Miyazaki je pokazao da je moguć drugačiji odnos s tehnologijom. Budući da se Miyazaki ne protivi svim tehnologijama, umjesto toga, njegov entuzijazam za tehnologiju pokazuje se na prikazima strojeva, posebno zrakoplova.
Laputa je, kao u mnogim filmovima od Miyazakija, snažno pod utjecajem Shintō religije, koja se praktikuje gotovo isključivo u Japanu. Osnovna ideja sklada u Shintōu kaže da treba biti oprezan s prirodnim okruženjem ljudi i da tehnologiju treba koristiti razumno. Međutim, film pokazuje da jedinstvo ljudi, prirode i tehnologije nije uspjelo. Ljudi su u vremenu velikih socijalnih i tehničkih promjena. Radnička klasa se mora prikloniti tim promjenama i to iskorištavaju velike industrije. U jednom prizoru mali plakat pokazuje teške borbe između radnika i eksploatacijskih vlasnika rudnika. Međutim, postoji i druga strana, gdje su strojevi izrađeni po uzoru na prirodu. Ornitopiri koje koriste zračni gusari vrlo su slični vilin konjicu. Također na kraju filma pojavljuje se robot koji ljubavlju brine o vrtovima i životinjama. Thomas Lamarre također vidi Miyazakijevo odbijanje visoke tehnologije (kao što su mlaznici) i sklonost neobičnijoj tehnologiji u zrakoplovu, koja je inspirirana prirodom i obično djeluje prilično nezgodno ili uopće nije plodno. Najuspješniji strojevi u filmu, tj. oni od junaka, također su najjednostavniji i najmanji.

## Nagrade
- Osvojena nagrada Mainichi Film Concours (najbolji film).
- Osvojeno 8. mjesto u anketi Kinema Junpo.

## Zanimljivosti
- Miyazakijev raniji anime serijal Mirai Shōnen Konan (1978.) sadržavao je niz elemenata koje je kasnije prilagodio za Laputu. Na primjer, Conan i Lana bili su presedan za Pazu i Sheetu, a imala je sličnosti sa spašavanjem Sheete od Pazua.
- Naziv 'Laputa' potječe od romana Jonathana Swifta Gulliverova putovanja, gdje je Swiftova Laputa također leteći otok koji kontroliraju njegovi građani.
- Pukovnik Muska spominje u Laputi biblijske i hinduističke legende - čime se svijet Lapute vezuje za našu Zemlju (i zapadnoeuropsku civilizaciju) - kao što to čini i srednjovjekovna arhitekture na tlu; gotske građevine i građevine u selu u blizini utvrde; velška arhitektura rudarskog grada, odjeća i zemaljska vozila Pazuove domovine; i viktorijanski ambijent gusarskog broda. Anime također sadrži uporabu klinopisa na interaktivnim pločama i nadgrobnim spomenicima Lapute; i spominje hinduistički ep Ramajana, uključujući "Indrin strijelu", dok se ime Sheeta može odnositi na Sita, žensko vodstvo u Ramajani
- Po priči "Lapute" se inspirirala i radnja anime serija "Fushigi no umi no Nadia" koju je režirao Hideaki Anno.
- Neobične vjeverice iz Miyazakijevog prethodnog filma, Nausikaja, javljaju se nakratko na kraju ovog filma.

## Kritike
Prema internetskoj stranici Rotten Tomatoes, 96% kritičara dalo je filmu pozitivnu recenziju na temelju 23 recenzije, s prosječnom ocjenom 7,45/10. Konsenzus kritičara stranice glasi: "S bogatom i sjajnom paletom pripovijesti, poput animacije, Laputa uzbudljivo obuhvata jedinstvene prednosti Studio Ghiblija." Na stranici Metacritic film ima prosjek ocjene 78 od 100 na 7 kritičara, što ukazuje na "općenito povoljne kritike". U anketi iz 2006. o 100 najboljih animacija svih vremena, koju je provela japanska Agencija za kulturna pitanja na Japanskom festivalu medijske umjetnosti 2006., Laputa je bio drugi najviše ocijenjeni animirani film (nakon Nausikaja iz vjetrovite doline, i treća najviše rangirani animirani film sveukupno na listi (ispod Neon Genesis Evangelion i Nausikaja). U anketi publike iz 2008., koju je Oricon proveo u Japanu, Laputa proglašen je prvim mjestom, iznad Nausikaje na drugom mjestu. Film se također smatra prekretnicom u steampunk žanru, s tim da ga The Steampunk Bible naziva „jednim od prvih modernih steampunk klasika.“    

## Vanjske poveznice
- Animeacademy.com  Arhivirana inačica izvorne stranice od 24. kolovoza 2006. (Wayback Machine)
- T.H.E.M. anime.org